# Quiuxu
Quiuxu ou Kyushu (em japonês: 九州; romaniz.: Kyūshū; lit. "nove províncias") é a terceira maior ilha do arquipélago japonês. As suas principais cidades são Fukuoka (a maior), Kitakyushu, Kumamoto e Kagoshima. Kyushu tem uma população de 13 231 995 (2006) e abrange 35 640 quilômetros quadrados.

## Geografia
A ilha é montanhosa e conta com vários vulcões ativos, como o Monte Aso, Monte Kuju e o Sakurajima. Há muitos outros sinais de atividade tectônica, incluindo inúmeras áreas de fontes termais. A mais famosa destas fontes termais está em Beppu, na costa leste, e em redor do Monte Kuju.
O nome Kyushu vem das nove províncias da antiga Saikaidō situado na ilha: Chikuzen, Chikugo, Hizen, Higo, Buzen, Bungo, Hyuga, Osumi e Satsuma.

### Prefeituras e cidades
Kyushu é constituída de 7 prefeituras e 102 cidades (capitais em negrito):
- Prefeitura de Fukuoka: Asakura, Buzen, Chikugo, Chikushino, Dazaifu, Fukuoka, Fukutsu, Iizuka, Kama, Kasuga, Kitakyushu, Koga, Kurume, Maebaru, Munakata, Nakama, Nogata, Ogori, Okawa, Omuta,Onojo, Tagawa, Ukiha, Yamada, Yame, Yanagawa, Yukuhashi
- Prefeitura de Kagoshima: Akune, Hioki, Ibusuki, Ichikikushikino, Izumi, Kagoshima, Kanoya,Kirishima, Makurazaki, Minamisatsuma, Naze, Nishinoomote, Okuchi, Satsumasendai, Shibushi, Soo, Tarumizu
- Prefeitura de Kumamoto: Arao, Aso, Hitoyoshi, Hondo, Kami-Amakusa, Kikuchi, Koshi, Kumamoto, Minamata, Tamana, Uki, Ushibuka, Uto, Yamaga, Yatsushiro
- Prefeitura de Miyazaki: Ebino, Hyuga, Kobayashi, Kushima, Miyakonojo, Miyazaki, Nichinan, Nobeoka, Saito
- Prefeitura de Nagasaki: Goto, Hirado, Iki, Isahaya, Matsuura, Nagasaki, Omura, Saikai, Sasebo, Shimabara, Tsushima, Unzen
- Prefeitura de Oita: Beppu, Bungo-ono, Bungotakada, Hita, Kitsuki, Nakatsu, Ōita, Saiki, Taketa, Tsukumi, Usa, Usuki, Yufu
- Prefeitura de Saga: Imari, Karatsu, Kashima, Ogi, Saga, Takeo, Taku, Tosu, Ureshino